# Róbert Boženík
Róbert Boženík, né le 18 novembre 1999 à Terchová en Slovaquie, est un footballeur international slovaque. Il évolue au poste d'avant-centre à Stoke City.

## Biographie

### MŠK Žilina
Róbert Boženík est formé au MŠK Žilina, club qui se situe non loin de sa ville natale, Terchová, en Slovaquie. Il joue son premier match en professionnel le 13 septembre 2017, lors d'une rencontre de coupe de Slovaquie face au ŠK Závažná Poruba. Son équipe s'impose largement sur le score de onze buts à zéro, et Boženík se distingue en inscrivant également son premier but. 
Le 28 juillet 2018, Boženík est titularisé à l'occasion de son premier match dans le championnat slovaque, et donne la victoire à son équipe face au FC Nitra, en marquant le deuxième but de son équipe, qui s'impose par deux buts à un. C'est contre cette même équipe qu'il inscrit le premier doublé de sa carrière le 27 octobre 2018, à nouveau en championnat, donnant la victoire au MŠK Žilina (0-2). Cette saison-là, il inscrit un total de onze buts en championnat. 
Par la suite, lors des playoffs de championnat, il inscrit un second doublé, lors de la réception du MFK Ružomberok (victoire 4-2). Puis, le 1er mai 2019, il inscrit un but lors de la finale de la Coupe de Slovaquie disputée face au Spartak Trnava. Malgré tout, son équipe s'incline après une séance de tirs au but.

### Feyenoord Rotterdam
Le 27 janvier 2020, durant le mercato hivernal, Róbert Boženík rejoint le Feyenoord Rotterdam, pour un contrat courant jusqu'en juin 2024. Il joue son premier match sous ses nouvelles couleurs dès le 1er février 2020, en entrant en jeu lors de la victoire du Feyenoord en championnat face au FC Emmen (3-0). 
Il inscrit son premier but en championnat avec le Feyenoord le 16 février 2020, sur la pelouse du PEC Zwolle (victoire 3-4). Six jours plus tard, il récidive en marquant un nouveau but lors de la réception du Fortuna Sittard (victoire 2-1).

### Prêt au Fortuna Düsseldorf
Le 30 août 2021, Róbert Boženík est prêté pour une saison avec option d'achat au Fortuna Düsseldorf.

### Boavista FC
Le 13 juillet 2022, Róbert Boženík est de nouveau prêté pour une saison par le Feyenoord, cette fois au Boavista FC. Le club portugais dispose d'une option d'achat sur le joueur.
Boženík marque son premier but pour Boavista le 5 septembre 2022, lors d'une rencontre de championnat face au FC Paços de Ferreira. Titulaire, il donne la victoire à son équipe en étant le seul buteur de la partie.
Le 11 juillet 2023, le Boavista FC annonce avoir levé l'option d'achat sur le joueur. Boženík s'engage alors définitivement et pour trois saisons, soit jusqu'en juin 2026,.

### En sélection
Avec les moins de 18 ans, il inscrit quatre buts. Il marque tout d'abord un but contre la Russie, puis inscrit un doublé contre la Lettonie, avant de marquer un dernier but contre la Biélorussie.
Avec les espoirs, il inscrit un but lors d'un match amical contre la Grèce, le 22 mars 2019.
Róbert Boženík honore sa première sélection avec l'équipe nationale de Slovaquie le 7 juin 2019, en amical face à la Jordanie. Il entre en jeu en cours de partie, et délivre une passe décisive lors de cette large victoire des siens (5-1). Le 9 septembre de la même année, il inscrit son premier but en sélection face à la Hongrie, lors des éliminatoires de l'Euro 2020, permettant à la Slovaquie de s'imposer (1-2).
Boženík marque son deuxième but le 13 octobre 2019, en amical contre le Paraguay, où les deux équipes se neutralisent (1-1). Il marque ensuite en novembre 2019, deux buts contre la Croatie et l'Azerbaïdjan, lors des éliminatoires de l'Euro.
Il est retenu dans la liste des 26 joueurs slovaques du sélectionneur Štefan Tarkovič pour participer à l'Euro 2020.
Le 7 juin 2024, il figure dans la liste des 26 joueurs slovaques retenus par Francesco Calzona pour participer à l'Euro 2024.

## Palmarès
MŠK Žilina
- Finaliste de la Coupe de Slovaquie
  - 2019